# Mascalucia
Mascalucia is een gemeente in de Italiaanse provincie Catania (regio Sicilië) en telt 26.068 inwoners (31-12-2004). De oppervlakte bedraagt 16,2 km2, de bevolkingsdichtheid is 1609 inwoners per km2.

## Geografie
De gemeente ligt op ongeveer 420 m boven zeeniveau.
Mascalucia grenst aan de volgende gemeenten: Belpasso, Catania, Gravina di Catania, Nicolosi, Pedara, San Pietro Clarenza, Tremestieri Etneo.

## Externe link

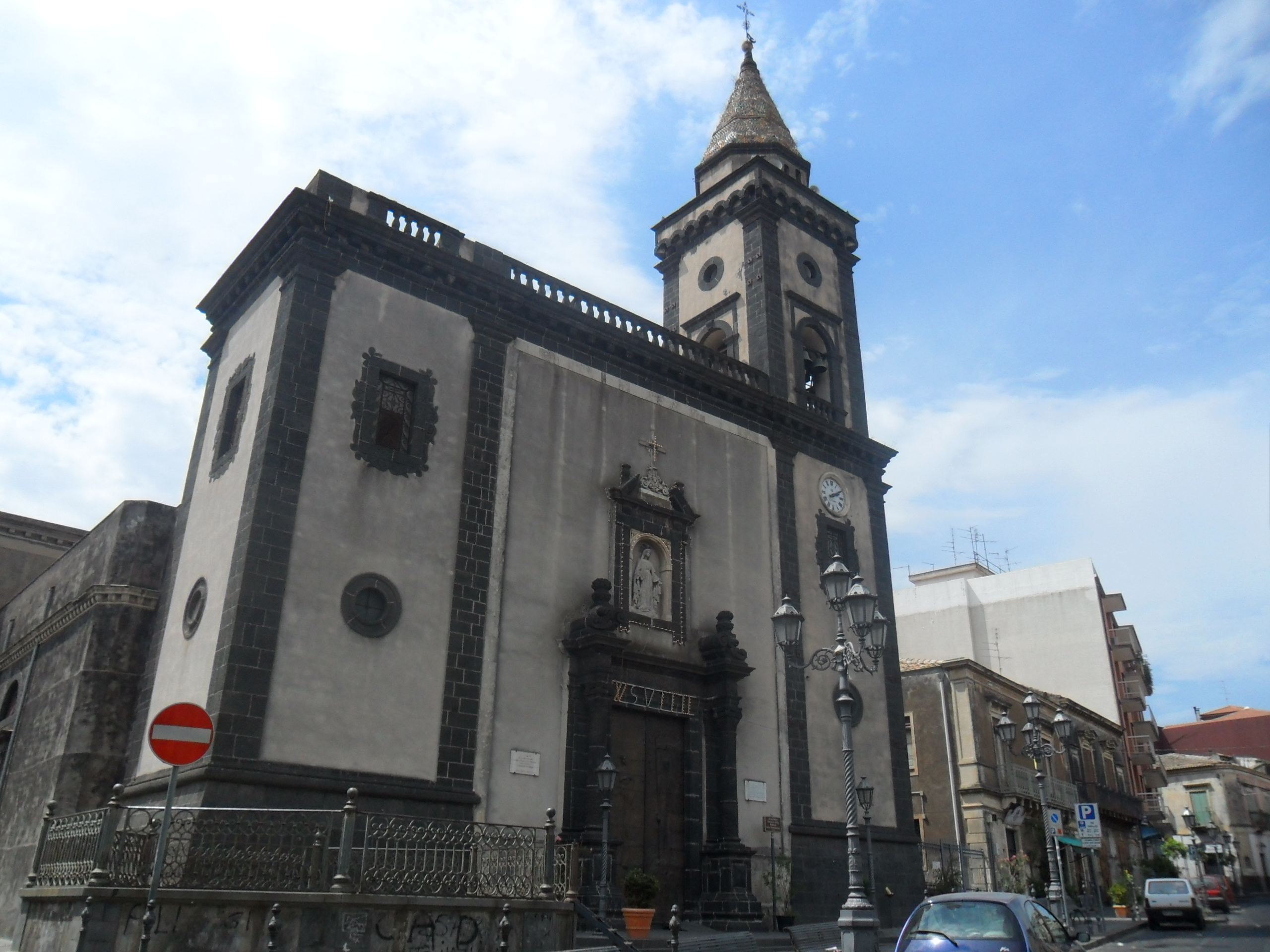
Kerk van Mascalucia